# Emmanuel Boateng (calciatore 1997)
Emmanuel Boateng (Akwatia, 17 giugno 1997) è un calciatore ghanese, centrocampista del Konyaspor.

## Carriera
Ha giocato nella massima serie dei campionati ghanese, israeliano e svedese. Inoltre, ha giocato sei partite nella CAF Confederation Cup e due nella CAF Champions League.